# Пергамонски жртвеник
Пергамонски жртвеник је споменик из хеленистичке епохе подигнут на тераси јужно од Атениног храма. Фрагменти жртвеника су били узидани у византијски градски бедем, где их је пронашао немачки инжењер Хуман 1871. године. Немачка археолошка школа је обавила и истраживања. Жртвеник је реконструисан и налази се у Пергамском музеју у Берлину.
Жртвеник је у облику ћириличног слова П, а састоји се од подијума, степеника и стое у јонском стилу. Димензије су му 36,44 × 34,20 m, а има и рељефима украшену ограду дугу 120 и високу 2,3 m. На огради се налази приказ гигантомахије, а у унутрашњости је мањи фриз који се простире на три зида, а на коме је у рељефу приказан мит о Телефу, митском оснивачу Пергамона. Сам жртвеник је посвећен Зевсу у част победе Еумена II над Галаћанима.